# 卡德尼奧
卡德尼奧（西班牙語：Cardenio）是賽凡提斯小說《唐吉訶德》中的虛構人物，於該作第一卷登場。
威廉·莎士比亞與約翰·弗萊切的劇作《卡丹紐》（現已佚失）取材自《唐吉訶德》中有關卡德尼奧的情節。

## 人物
卡德尼奧出身高貴，但因見到心愛的姑娘露辛達被好友費爾南多娶走後，便發狂流浪。他在莫雷納山脈遇見了唐吉訶德和桑丘·潘薩，將自己的不幸經歷告訴對方，卻因瘋病發作而打了對方一頓。後來他與來自唐吉訶德家鄉的神父和理髮師同行，最終於一家客店跟露辛達重逢，並在眾人勸說下與費爾南多和好。